# Cima di Rosso
Cima di Rosso to szczyt w paśmie Bergell, w Alpach Retyckich. Leży na granicy między Szwajcarią (Gryzonia), Włochami (Lombardia). Szczyt ten góruje nad doliną Forno, znajduje się blisko na północny zachód od Monte Disgrazia. Na zachód znajduje się Cima di Castello. W pobliżu znajduje się również szczyt Piz de la Margna.
Cima di Rosso i Cima di Vazzeda nazywane są Bliźniakami Chiareggio po stronie włoskiej.